# 小湊鉄道キハ5800形気動車

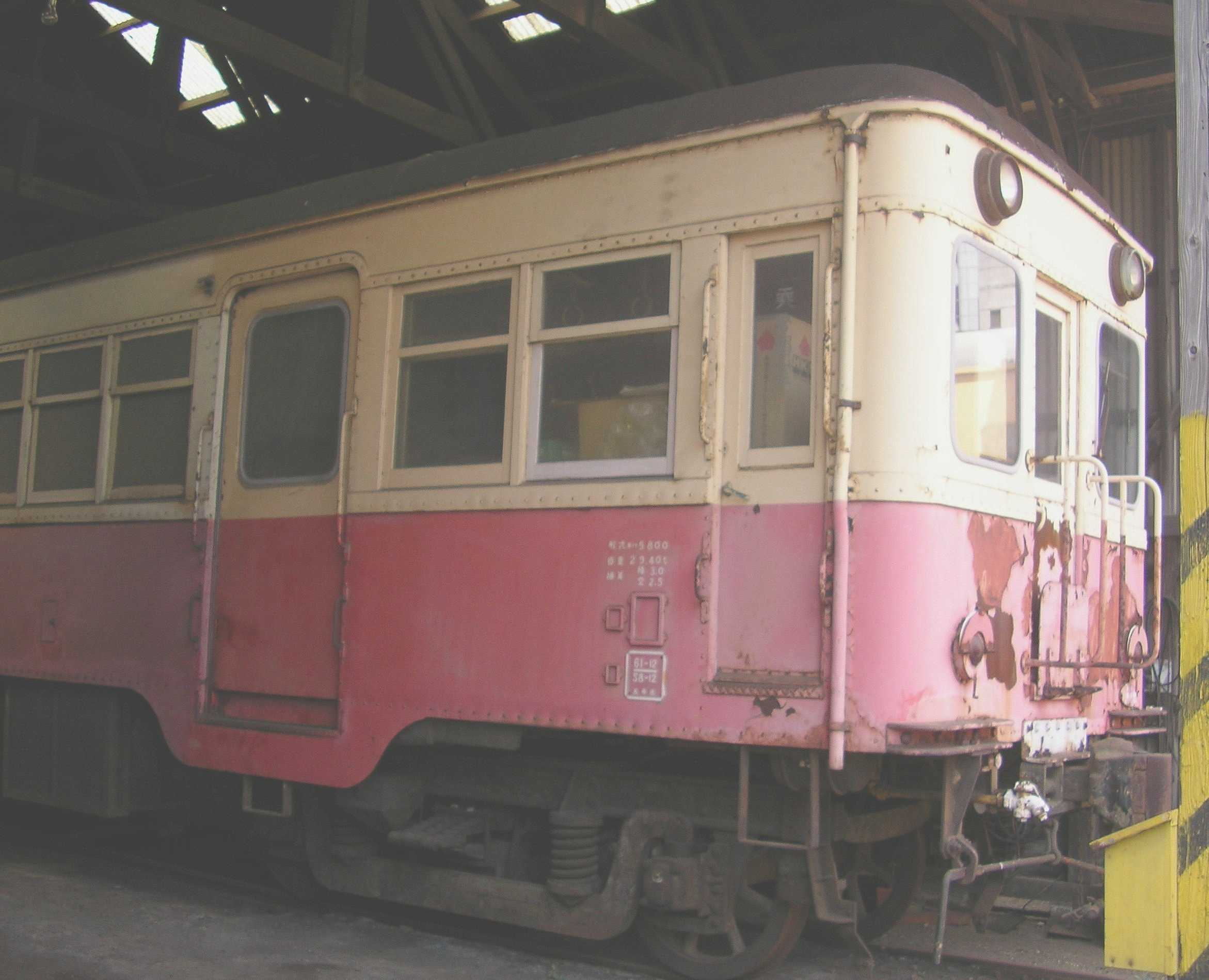
廃車後も保管されているキハ5800

小湊鉄道キハ5800形気動車（こみなとてつどうキハ5800がたきどうしゃ）は、小湊鉄道が1960年（昭和35年）に導入した気動車である。

## 概要
日本国有鉄道（国鉄）の買収国電であったクハ5800・5801を1960年に譲り受け、日本車輌製造東京支店で気動車に改造した車両である。
元は鉄道院が1914年（大正3年）に製造したデハニ6465・6459で、荷物車モニ3009・3010に改造されたのち1936年（昭和11年）に三信鉄道に譲渡され、鋼体化されてデ301形301・302となった。三信鉄道が国有化され飯田線となった後も同線で使用され、電装解除・片運転台化を経て1953年（昭和28年）の車両形式称号規程改正によりクハ5800・5801となった。
1960年に国鉄から譲り受けた際にDMH17C形ディーゼルエンジン(180ps/1500rpm)を取り付けて気動車とし、小湊鉄道では初めて液体変速機が採用された。車体にも改造が施され、再び両運転台となり、前面には貫通扉が設けられて前面窓はHゴム支持となり、側面出入口は扉が鋼製のものに取り替えられステップが付けられた。台車はもともと装備されていた釣合梁式の鉄道院制式型・電車用明治45年式台車にコロ軸受化・動軸への砂箱増設などの改造を施し、1軸駆動の気動車用台車として使用した。貨物列車の機関車の代用としても使用するため、貨車を牽引できるよう連結器はシャロン式自動連結器に交換した。導入に際し、ヘッドライトもキハ200形同様の2灯式に改められている。車内はロングシートであった。
車両番号は国鉄時代の「クハ」を「キハ」に変更したのみである。
1960年3月18日付で譲渡設計変更認可を受け、同年4月から運用開始した。その後、1977年（昭和52年）までに増備が進められたキハ200形に置き換えられ、キハ5801は1978年（昭和53年）1月に廃車となった。キハ5800は他の気動車がキハ200形にすべて置き換えられた後も予備車として長い間在籍したが、1997年（平成9年）3月に除籍され、五井機関区の検修庫内に保管されている。
通常は非公開だがイベント等の際に公開される。2017年（平成29年）8月27日に小湊鉄道の創立100周年事業の一環として一般公開のイベントが行われた。また、2019年も6月から9月にかけての計5日間、一般公開のイベントが行われた。
2019年（平成31年）3月29日、市原市は「小湊鉄道キハ5800形式気動車 附気動車台帳及び修繕表」として指定文化財（歴史資料）に指定した。

## 主要諸元
- 最大寸法（長さ×幅×高さ） : 16800mm×2740mm×3793mm
- 自重 : 25t
- 定員 : 120人 (52人）
- 機関形式：DMH-17C×1
- 出力：180馬力/1,500 rpm
- 台車：鉄道院明治45年式台車（電車用）
- 制動装置：自動空気ブレーキ、手用